# 可也村
可也村（かやむら）は、福岡県糸島郡にあった村。現在の糸島市の一部。

## 地理
糸島半島の中央部、可也山の北東麓に位置していた。

## 歴史

### 沿革
- 1889年（明治22年）4月1日 - 町村制の施行により、志摩郡津和崎村、初村、師吉村、井田原村、吉田村、稲留村、小金丸村、馬場村、松隈村が合併して村制施行し、可也村が発足[1][2]。
- 1896年（明治29年）4月1日 - 郡の統合により糸島郡に所属[1][3]。
- 1951年（昭和26年）- 糸島郡小富士村との間で境界変更[1]。
- 1955年（昭和30年）1月1日 - 糸島郡桜野村、小富士村、芥屋村と合併し志摩村を新設して廃止された[1][2]。

## 村長
- 簡牛凡夫

## 海軍施設
- 1943年（昭和18年）- 小富士海軍航空隊の飛行場設置[1]。
- 1950年（昭和25年）- 飛行場跡地を地元で買い戻し農地に復帰[1]。